# 숌펜어
숌펜어(Shompen, Shom Peng)는 인도양 미얀마 남쪽 해상에 있는 인도령 니코바르 제도의 남부에 위치한 대니코바르섬(Great Nicobar Island)의 원주민인 숌펜족이 쓰는 언어이다.
숌펜족은 지구상에 얼마남지 않은 수렵채집사회의 미접촉부족 집단이다. 인도 정부는 이들을 지정 부족으로 관리하며, 원주민 보호를 위해 외부인의 접근을 철저히 통제하고 있다. 고립으로 인해 20세기 동안 이들의 언어에 관한 기록은 19세기 말 영국 식민시대에 안다만에서 근무하던 De Roëpstorff와 EH Man이 남긴 불완전한 어휘 목록들이 전부였을 정도이다. 21세기 전후에 들어서 추가적인 자료들이 출판되고 있으나 여러 학자들은 여전히 자료에 부족한 점이 많다고 보고 있다.

## 분류
과거부터 숌펜어는 오스트로아시아어족 니코바르어파의 일부라고 추정되어 왔으나 최근에는 이론을 제기하는 학자들이 있어 확단되지 않고 있다. 어떤 반대자들은 오스트로아시아어족에 속하나 다른 니코바르어파의 언어들과는 완전히 다른 분파에 속한다고 주장하며, 또 어떤 반대자들은 아예 고립된 언어라고 주장한다. 이들에 의하면 오스트로아시아어족설을 뒷받침하는 근거로 제시되는 단어들은 소수의 차용어에 불과하며, 여러 기초 어휘가 다른 니코바르 언어들과 완전히 다르다는 것이다. 다만 Paul Sidwell (2017)은 같은 섬에서 사용되는 니코바르어파 언어인 남니코바르어(Southern Nicobarese)와 가까운 관계라고 보았다.

## 방언
자료 부족과 더불어 연구 자체가 어려운 현실적 문제로 인해 연구의 진행이 더디다. 또한 옛 연구자들의 단어수집 자료는 연구자마다 같은 뜻의 단어가 전혀 닮지 않은 경우도 많아 신뢰성이 애매모호하다. 우선 크게 동부의 Keyet 방언과 서부의 Kalay 방언으로 나뉘는 것으로 보인다.